# Tolox
Tolox er en by og kommune i det sydlige Spanien i provinsen Málaga. Den har et indbyggertal på 2.374 (2024) indbyggere.